# Aden Flint
Aden Flint (Pinxton, Inglaterra, Reino Unido, 11 de julio de 1989) es un futbolista inglés que juega de defensa en el Walsall F. C. de la League Two de Inglaterra.

## Trayectoria
Fichó a cambio de 7 millones de libras por el Middlesbrough F. C. el 27 de junio de 2018 desde el Bristol City F. C.
Anteriormente había jugado en el Swindown Town F. C. y el Alfreton Town F. C.
El 19 de julio de 2019 el Cardiff City F. C. lo fichó por tres temporadas. Tras un año en el equipo galés, en octubre de 2020 fue cedido al Sheffield Wednesday F. C. Regresó en enero después de haber jugado cuatro partidos, y se mantuvo en Cardiff hasta la finalización de su contrato.
El 15 de junio de 2022 se unió al Stoke City F. C. para la temporada 2022-23. Durante la misma regresó al Sheffield Wednesday F. C. en una nueva cesión. Quedó libre una vez esta terminó al no ser renovado. Entonces siguió su carrera en el Mansfield Town F. C. con el que firmó por un año con opción a otro. Continuó esa segunda temporada y en julio de 2025 se unió al Walsall F. C.

## Estadísticas
Actualizado al último partido disputado el 3 de mayo de 2025.
| Club | Div.          | Temporada     | Liga(1) | Liga(1) | Copas nacionales(2) | Copas nacionales(2) | Total | Total |
| Club | Div.          | Temporada     | Part.   | Goles   | Part.               | Goles               | Part. | Goles |
| --- | ------------- | ------------- | ------- | ------- | ------------------- | ------------------- | ----- | ----- |
| Swindon Town F. C. Inglaterra | 3.ª           | 2010-11       | 3       | 0       | 0                   | 0                   | 3     | 0     |
| Swindon Town F. C. Inglaterra | 4.ª           | 2011-12       | 32      | 2       | 8                   | 2                   | 40    | 4     |
| Swindon Town F. C. Inglaterra | 3.ª           | 2012-13       | 31      | 3       | 5                   | 1                   | 36    | 4     |
| Swindon Town F. C. Inglaterra | Total club    | Total club    | 66      | 5       | 13                  | 3                   | 79    | 8     |
| Bristol City F. C. Inglaterra | 3.ª           | 2013-14       | 34      | 3       | 9                   | 0                   | 43    | 3     |
| Bristol City F. C. Inglaterra | 3.ª           | 2014-15       | 46      | 14      | 11                  | 1                   | 57    | 15    |
| Bristol City F. C. Inglaterra | 2.ª           | 2015-16       | 44      | 6       | 3                   | 0                   | 47    | 6     |
| Bristol City F. C. Inglaterra | 2.ª           | 2016-17       | 46      | 5       | 7                   | 0                   | 53    | 5     |
| Bristol City F. C. Inglaterra | 2.ª           | 2017-18       | 39      | 8       | 7                   | 1                   | 46    | 9     |
| Bristol City F. C. Inglaterra | Total club    | Total club    | 209     | 36      | 37                  | 2                   | 246   | 38    |
| Middlesbrough F. C. Inglaterra | 2.ª           | 2018-19       | 39      | 1       | 3                   | 0                   | 42    | 1     |
| Middlesbrough F. C. Inglaterra | Total club    | Total club    | 39      | 1       | 3                   | 0                   | 42    | 1     |
| Cardiff City F. C. Gales | 2.ª           | 2019-20       | 26      | 3       | 4                   | 2                   | 30    | 5     |
| Sheffield Wednesday F. C. Inglaterra | 2.ª           | 2020-21       | 4       | 0       | 0                   | 0                   | 4     | 0     |
| Cardiff City F. C. Gales | 2.ª           | 2020-21       | 22      | 1       | 0                   | 0                   | 22    | 1     |
| Cardiff City F. C. Gales | 2.ª           | 2021-22       | 38      | 6       | 3                   | 0                   | 41    | 6     |
| Cardiff City F. C. Gales | Total club    | Total club    | 86      | 10      | 7                   | 2                   | 93    | 12    |
| Stoke City F. C. Inglaterra | 2.ª           | 2022-23       | 9       | 0       | 0                   | 0                   | 9     | 0     |
| Stoke City F. C. Inglaterra | Total club    | Total club    | 9       | 0       | 0                   | 0                   | 9     | 0     |
| Sheffield Wednesday F. C. Inglaterra | 3.ª           | 2022-23       | 20      | 1       | 1                   | 0                   | 21    | 1     |
| Sheffield Wednesday F. C. Inglaterra | Total club    | Total club    | 24      | 1       | 1                   | 0                   | 25    | 1     |
| Mansfield Town F. C. Inglaterra | 4.ª           | 2023-24       | 46      | 2       | 8                   | 0                   | 54    | 2     |
| Mansfield Town F. C. Inglaterra | 3.ª           | 2024-25       | 36      | 1       | 3                   | 0                   | 39    | 1     |
| Mansfield Town F. C. Inglaterra | Total club    | Total club    | 82      | 3       | 11                  | 0                   | 93    | 3     |
| Walsall F. C. Inglaterra | 4.ª           | 2025-26       | 0       | 0       | 0                   | 0                   | 0     | 0     |
| Walsall F. C. Inglaterra | Total club    | Total club    | 0       | 0       | 0                   | 0                   | 0     | 0     |
| Total carrera | Total carrera | Total carrera | 515     | 56      | 72                  | 7                   | 587   | 63    |
| (1) Incluye datos de los playoffs de la League One. (2) Incluye datos de la FA Cup, la Copa de la Liga de Inglaterra y el Football League Trophy. |               |               |         |         |                     |                     |       |       |

## Palmarés

### Títulos nacionales
| Título                 | Club               | País       | Año     |
| ---------------------- | ------------------ | ---------- | ------- |
| Football League Two    | Swindon Town F. C. | Inglaterra | 2011-12 |
| Football League Trophy | Bristol City F. C. | Inglaterra | 2014-15 |
| Football League One    | Bristol City F. C. | Inglaterra | 2014-15 |